# Martin Lanig
Martin Lanig (Bad Mergentheim, 11 juli 1984) is een Duitse voetballer die bij voorkeur als verdedigende middenvelder speelt. Hij verruilde in 2012 1. FC Köln voor Eintracht Frankfurt. In ruil voor zijn komst bewandelde Matthias Lehmann de omgekeerde weg.